# Cyril Kutlík
Cyril Kutlík (29. březen 1869 Křížlice – 4. duben 1900 Bělehrad) byl česko-slovenský malíř, ilustrátor a výtvarný pedagog - působil v Srbském království jako zakladatel první malířské školy v Bělehradě (1895). Byl představitel historismu, realismu a portrétního umění. Také pracoval na ilustracích národních kalendářů. Je autorem jedních z prvních národopisních pohlednic na Slovensku.

## Biografie

### Mládí
Narodil se v Križlicích v Krkonoších (dnes součást obce Jestřabí v Krkonoších) v severních Čechách v slovensko-české rodině. Jeho otec Bohdan Kutlík (1838–1925), z rodiny z Oravy, ale narozen v Staré Pazové v srbské Vojvodině, byl zdeevangelický kněz a redaktor českých a slovenských periodik. I další Cyrilovi příbuzní byli evangeličtí duchovní.
Cyril navštěvoval gymnázium v Hradci Králové. Roku 1885 nastoupil na Akademii výtvarných umění v Praze, kde studoval u profesorů Antonína Lhoty a Maximiliána Pirnera. Pražská studia ukončil v roce 1891 malbou Poslední okamžiky Husovy svobody, která byla vystavena i na Jubilejní zemské výstavě v Praze. V letech 1891 až 1893 studoval na Akademii výtvarných umění ve Vídni a pracoval zejména na malbě portrétů a jiných zakázek. V letech 1893 až 1895 se léčil v Jižním Tyrolsku na tuberkulózu.

### V Srbsku
Ještě během studií v Praze, v roce 1887 cestoval do Bělehradu na oslavy věnované lingvistovi Vuku Karadžićovi a zjistil, že Bělehrad nemá malířskou školu. Myšlenka na její založení v něm dozrávala délší dobu až v červenci 1895 odešel do Bělehradu. Srbskou kreslířskou a malířskou školu Kutlík otevřel 5. září 1895 na ulici Kosančićev venac. Kutlíkova škola se téměř každým rokem stěhovala ale hlavně rozrůstala. Sestávala z oddělení pro profesionální malbu, z kurzu pro řemeslníky a z kurzu pro dámy. (V té době např. ještě Malířská akademie v Mnichově neměla samostatné oddělení pro ženy.) Srbská modernistka Nadežda Petrović navštěvovala u Kutlíka ale třídu s muži.
Mezi Kutlíkovy žáky patřili později známí srbští výtvarníci a výtvarnice jako Nadežda Petrović, Borivoje Stevanović, Dragomir Glišić, Ljubomir Ivanović, či představitelé tzv. srbského impresionismu Kosta Miličević a Milan Milovanović. V roce 1900 bylo Kutlíkovo dílo prezentováno na Světové výstavě v Paříži. Tohoto triumfu se už nedožil.

### Úmrtí
Cyril Kutlík zemřel 4. dubna 1900 v Bělehradě ve věku 31 let následkem tuberkulózy. Pohřben byl na Novém hřbitově v Bělehradě.
Po Kutlíkově smrti převzal školu srbský malíř Rista Vukanović, po přerušení provozu během první světové války byla škola roku 1919 obnovena jako státní: Na jejích základech byla posléze roku 1937 vytvořena Akademie výtvarných umění v Bělehradě. V někdejší budově školy v ulici Kosančićev venac později sídlila Národní knihovna Srbska, stavba byla za druhé světové války v roce 1941 zničena během bombardování Bělehradu.

### Rodina

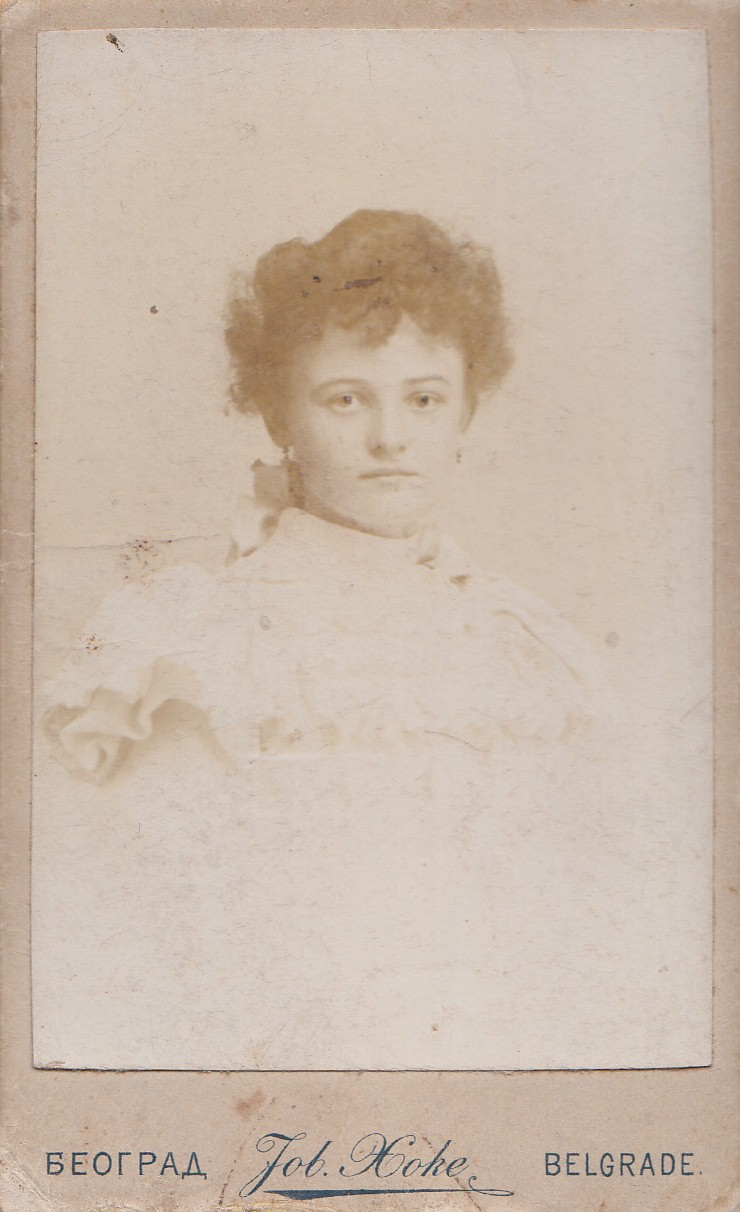
Milada Kutlíková, roz. Nekvasilová

Oženěn byl s Miladou Nekvasilovou, dcerou českého inženýra a architekta v Bělehradě Františka Nekvasila, stavitele původní budovy hotelu Slavija. Nekvasil byl dlouholetým předsedou českého krajanského spolku Lumír v Bělehradě.

## Dílo
Kutlíkovo dílo sestává z historických maleb, portrétů, religiózních a alegorických kompozicí, ze žánrových motivů a v menší míře i krajin a zátiší. Věnoval se také ilustracím pro česká a slovenská církevní periodika a národní kalendáře. Vytvořil také několik hlaviček časopisů v Čechách a v Srbsku. Pohlednice s jeho návrhy vyšly mj. v Praze, Ružomberku a Bělehradě.

## Galerie

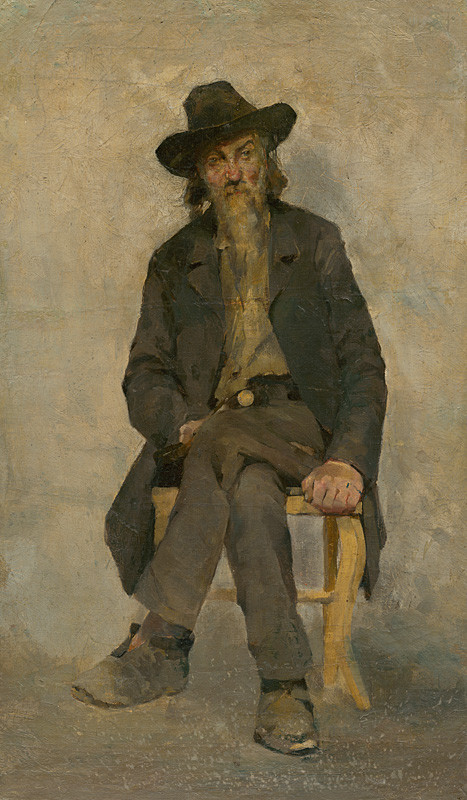
Cyril Kutlík - Studie sedícího starce (olej na lepence) okolo 1894
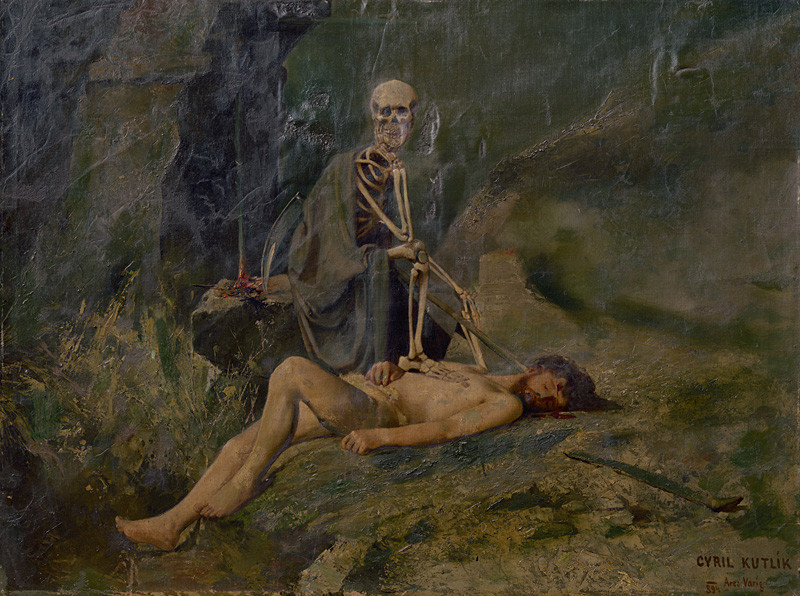
Cyril Kutlík - Ábelová smrt (olej na plátně) 1894
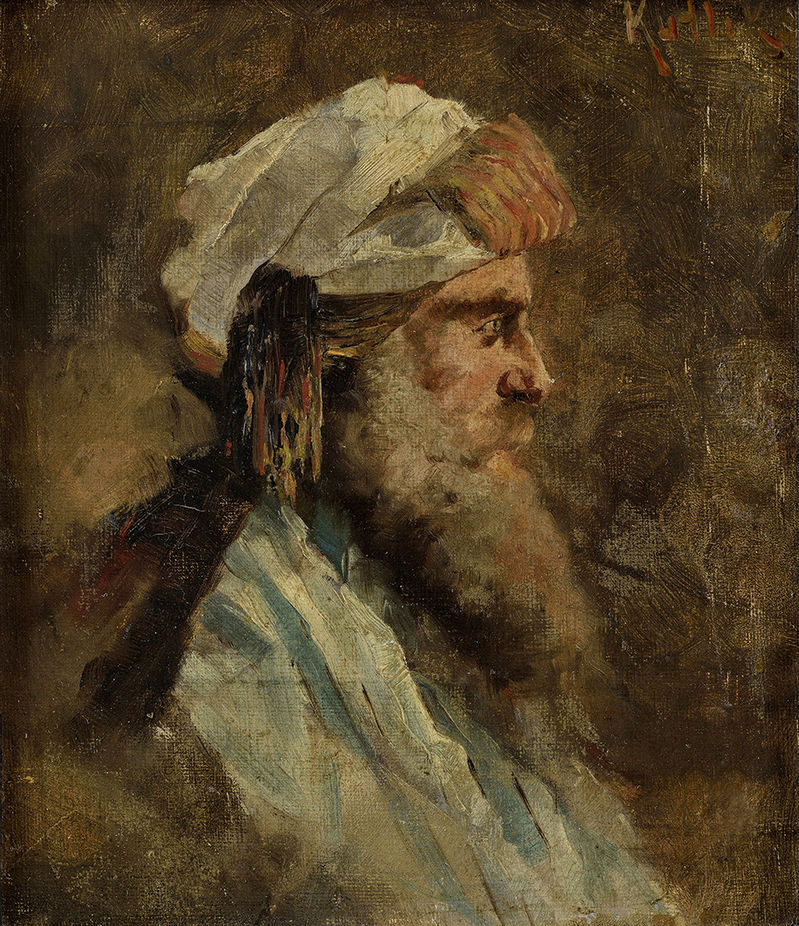
Cyril Kutlík - Muž v turbanu (olej na plátně) 1888
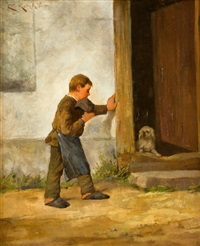
Cyril Kutlík - Učedník s psíkem (olej na plátně)  1880
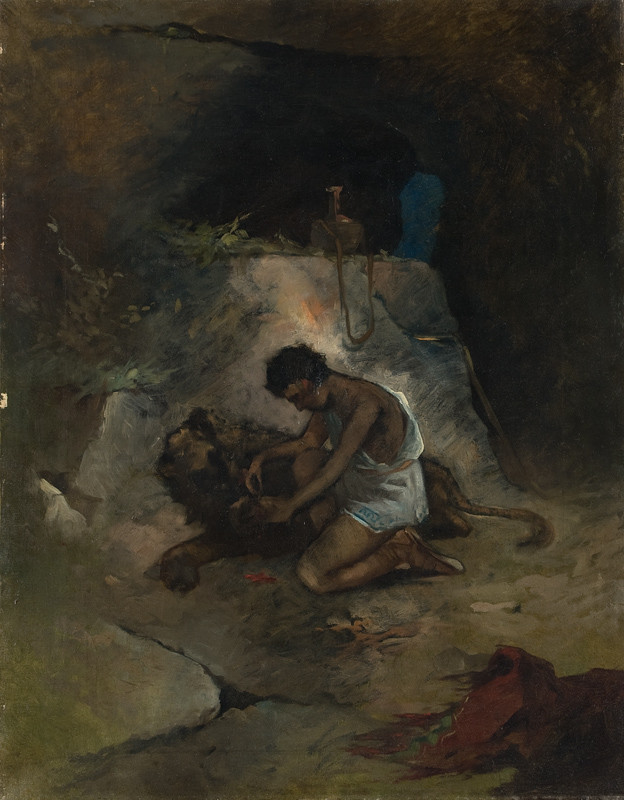
Cyril Kutlík – Sv. Gerasimus (olej na plátně) okolo 1896
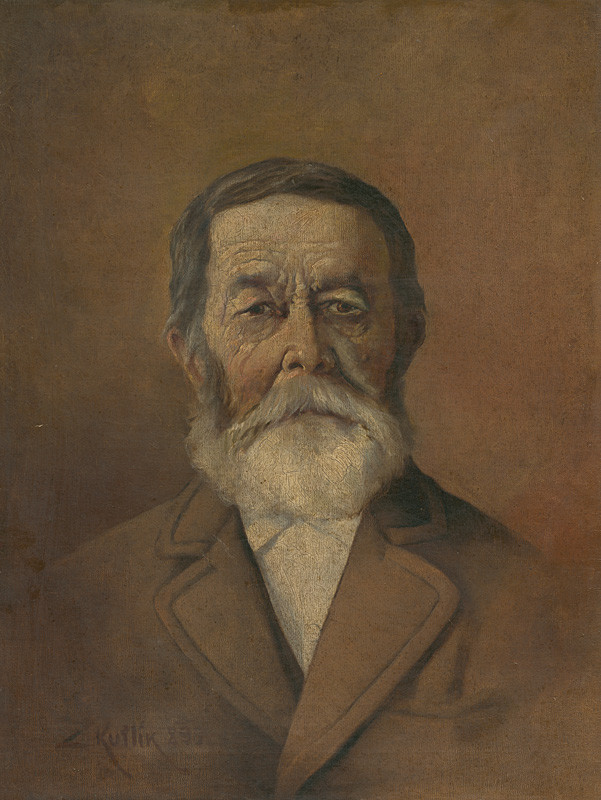
Cyril Kutlík - Portrét J. Surženého (olej na plátně) 1899
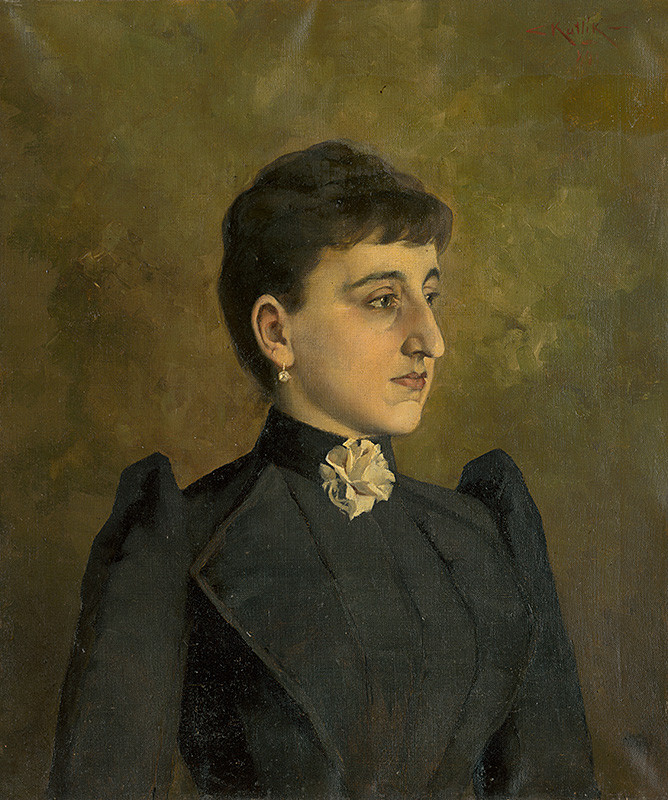
Cyril Kutlík - Podobizna Justíny Bartákové z Humpolce (olej na plátně) 1891
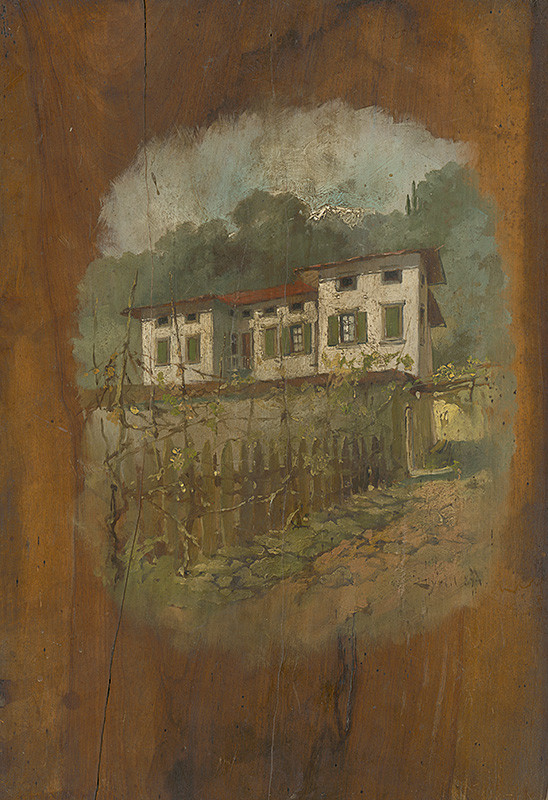
Cyril Kutlík - Dům na svahu (olej na dřevěné desce) 1894